# Fuocoammare
Fuocoammare é um filme documentário italiano de 2016 dirigido e escrito por Gianfranco Rosi, o qual estreou no Festival de Cinema de Berlim e galardoado com o Urso de Ouro. Foi selecionado como representante de seu país ao Oscar de melhor filme estrangeiro em 2017.